# روبرت وارد (موسيقي)
روبرت وارد (بالإنجليزية: Robert Ward)‏ هو موسيقي ومغني وعازف قيثارة أمريكي، ولد في 15 أكتوبر 1938، وتوفي في 25 ديسمبر 2008.

## وصلات خارجية
- روبرت وارد على موقع الموسوعة البريطانية (الإنجليزية)
- روبرت وارد على موقع ميوزك برينز (الإنجليزية)
- روبرت وارد على موقع أول ميوزيك (الإنجليزية)
- روبرت وارد على موقع ديسكوغز (الإنجليزية)